# 오노에촌 (아오모리현)
오노에촌(尾上村)은 아오모리현 미나미쓰가루군에 있던 촌이다. 현재의 히라카와시에 해당한다.

## 연혁
- 1889년 4월 1일 - 정촌제 시행에 의해 미나미쓰가루군 오노에촌이 발족하였다.
- 1937년 4월 1일 - 미나미쓰가루군 가나타촌과 합병해 오노에정이 신설해 소멸하였다.

## 참고문헌
- 『市町村名変遷辞典』東京堂出版、1990年。